# 襄乐郡
襄乐郡，中国南北朝时设置的郡。
北魏太和十一年（487年）置，治所在襄乐县（今甘肃省宁县东北湘乐镇）。属豳州。辖境相当今甘肃省宁县北部，合水县南部一带。北周时废。 